# Месанси
Месанси́ (фр. Messancy, валлон. Messanceye, люкс. Miezeg, нем. Metzig) — коммуна в Валлонии, расположенная в провинции Люксембург, округ Арлон. Принадлежит Французскому языковому сообществу Бельгии. На площади 52,43 км² проживают 7305 человек (плотность населения — 139 чел./км²), из которых 49,73 % — мужчины и 50,27 % — женщины. Средний годовой доход на душу населения в 2003 году составлял 14 161 евро.
В состав коммуны входят деревни Лонго, Онделанж.
Почтовые коды: 6780, 6781, 6782. Телефонный код: 063.